# Supergirl (serie televisiva)
Supergirl è una serie televisiva statunitense creata da Greg Berlanti, Ali Adler e Andrew Kreisberg e in onda per la prima stagione sulla CBS, a partire dalla seconda sul canale The CW, basata sull'omonimo personaggio dei fumetti della DC Comics. La serie è stata sviluppata da Berlanti e Kreisberg, creatori di Arrow, The Flash e Legends of Tomorrow ed è inserita nell'Arrowverse, sebbene l'eroina protagonista non appartenga (inizialmente) alla stessa Terra di cui fanno parte Oliver Queen, come Arrow e Barry Allen, che veste i panni di Flash. Gli showrunner sono Greg Berlanti, Ali Adler e fino al 2017 Andrew Kreisberg.
La serie è incentrata sulle avventure di Kara Zor-El, interpretata da Melissa Benoist, kryptoniana cugina di Superman che lavora come reporter alla C.A.T.C.O. WorldWide Media ma in segreto lavora al DEO con la sorella adottiva e protegge National City nei panni di Supergirl. Fanno parte del cast anche Mehcad Brooks, Chyler Leigh, Jeremy Jordan, David Harewood, Calista Flockhart, Chris Wood, Floriana Lima, Katie McGrath e Odette Annable. La prima stagione è stata girata a Los Angeles, in California mentre la seconda a Vancouver, nella Columbia Britannica, in Canada.
La serie è in onda dal 26 ottobre 2015. Il 12 maggio 2016 la Warner Bros. ha annunciato che la serie era stata rinnovata per una seconda stagione, mentre l'8 gennaio 2017, The CW ha rinnovato la serie per una terza stagione, che ha iniziato la messa in onda il 9 ottobre 2017. Il 2 aprile 2018 la serie riceve il rinnovo per la quarta stagione, mentre nel mese di gennaio 2019 la serie è stata rinnovata per la quinta stagione. In Italia, la prima stagione è stata trasmessa in prima visione sul canale pay Premium Action dal 2 aprile al 2 luglio 2016. Il 7 gennaio 2020 viene annunciato il rinnovo per una sesta stagione.
Il 22 settembre 2020 l'emittente televisiva The CW ha annunciato che la sesta sarebbe stata l'ultima stagione per lo show.

## Trama

### Prima stagione
(Kara all'inizio di ogni episodio dalla prima stagione)
Dopo dodici anni trascorsi sulla Terra in incognito, Kara Zor-El decide di iniziare ad usare i suoi poteri per proteggere gli abitanti della sua città, National City. Entra quindi a far parte del DEO, organizzazione segreta guidata da Hank Henshaw per la quale già lavora la sorella, provando a coniugare la normale vita quotidiana con la sua nuova identità da eroina. Nei panni di Kara Denvers lavora per Cat Grant alla CatCo World Wide Media come assistente e per quanto il suo capo sembri cinico e totalmente indifferente alla situazione della sua assistente, in realtà funge da mentore e si preoccupa per lei. Quando indossa il costume di Supergirl invece aiuta il DEO a catturare alcuni fuorilegge alieni fuggiti da una prigione spaziale che è arrivata insieme alla navicella con cui è arrivata Kara, e quando necessario a salvare la città da criminali terrestri dotati di particolari abilità.

### Seconda stagione
(Kara all'inizio di ogni episodio dalla seconda stagione)
In questa stagione Kara dovrà vedersela con il Cadmus, guidato da Lilian Luthor, un'organizzazione che lavora per sterminare gli alieni sulla Terra e con Rhea, la regina di Daxam.

### Terza stagione
(Kara all'inizio di ogni episodio dalla terza stagione)
Dopo la partenza di Mon-El, Kara ha deciso di abbandonare la sua vita umana per dedicarsi a quella da supereroina, riavvicinandosi alla sua eredità Kryptoniana. J'onn e Kara su richiesta di M'gann vanno su Marte e qui scoprono che il padre di J'onn, M'yrrn è ancora vivo. Il nemico principale della stagione è Samantha Arias / Reign. Quest’ultima è una worldkiller e metterà a serio rischio la vita di Supergirl, l'episodio di metà stagione intitolato “Reign” vedrà per la prima volta Supergirl e Reign affrontarsi. La stagione vede inoltre Kara scoprire delle sconvolgenti verità su Krypton e su Alura.

### Quarta stagione
(Kara all'inizio di ogni episodio dalla quarta stagione)
Nella quarta stagione, Kara si occupa di una nuova ondata di bigottismo anti-extraterrestre segretamente istigata da Lex Luthor dalla prigione, costringendola a lottare per i diritti civili e politici. Nella nazione di Kasnia, un duplicato di Kara viene addestrato dai suoi militari per combattere Supergirl come parte del complesso schema di Luthor. Kara e Alex rivaleggiano con la nuova aggiunta del DEO, col. Lauren Haley, che è stato inviato per monitorare i progressi del DEO sotto la direzione di Alex. Il colonnello Haley e il Presidente cercano di costringere Supergirl a rivelare la sua identità e a scontrarsi con lei e Alex quando rifiuta.

### Quinta stagione
Nella quinta stagione Kara e i suoi amici si ritrovano ad affrontare una nuova minaccia conosciuta come Leviathan, che manda Rama Khan, un essere immortale che può piegare la Terra, ed uccidere Kara. Dopo che la Crisi Infinita distrugge il Multiverso, Kara si adatta alla sua nuova vita sulla nuova "Terra Prime", mentre è costretta a lavorare per Lex Luthor, ora al comando del D.E.O.

### Sesta stagione
Supergirl, per colpa di una trappola di Lex Luthor, viene intrappolata nella Zona Fantasma. Mentre cerca di trovare un modo per andare via, ritrova suo padre, che credeva morto nell'esplosione di Krypton e fa la conoscenza di Nyxlygsptlnz, essere della quinta dimensione, dapprima alleata, poi si rivela un essere malvagio, intento a spargere il male sulla Terra. Riuscita a scappare anche grazie l'aiuto dei suoi amici, dovra fermare a tutti i costi la principessa nel suo intento.

## Episodi
| Stagione         | Episodi | Prima TV USA | Prima TV Italia |
| ---------------- | ------- | ------------ | --------------- |
| Prima stagione   | 20      | 2015-2016    | 2016            |
| Seconda stagione | 22      | 2016-2017    | 2017            |
| Terza stagione   | 23      | 2017-2018    | 2018            |
| Quarta stagione  | 22      | 2018-2019    | 2019            |
| Quinta stagione  | 19      | 2019-2020    | 2020            |
| Sesta stagione   | 20      | 2021         | 2021-2022       |

## Personaggi
- Kara Zor-El / Kara Danvers / Supergirl (stagioni 1-6), interpretata da Melissa Benoist, doppiata da Veronica Puccio.
- Jimmy Olsen / Guardian (stagioni 1-4, ricorrente stagione 5, guest star stagione 6), interpretato da Mehcad Brooks, doppiato da Stefano Crescentini.
- Alex Danvers / Sentinel (stagioni 1-6), interpretata da Chyler Leigh, doppiata da Stella Musy.
- Winn Schott / Giocattolaio (stagioni 1-3, ricorrente stagione 5, guest star stagione 6), interpretato da Jeremy Jordan, doppiati da Davide Perino
- J'onn J'onzz / Martian Manhunter (stagioni 1-6), interpretato da David Harewood, doppiato da Paolo Marchese.
- Cat Grant (stagione 1, ricorrente stagione 2, guest star stagioni 3, 6), interpretata da Calista Flockhart, doppiata da Alessandra Korompay.
- Mon-El / Valor (stagioni 2-3, guest star stagioni 5-6), interpretato da Chris Wood, doppiato da Daniele Raffaeli.
- Maggie Sawyer (stagione 2, ricorrente stagione 3), interpretata da Floriana Lima, doppiata da Gaia Bolognesi.
- Lena Luthor (stagioni 3-6, ricorrente stagione 2), interpretata da Katie McGrath, doppiata da Benedetta Ponticelli.
- Samantha Arias / Reign (stagione 3, guest star stagione 5), interpretata da Odette Annable, doppiata da Gea Riva.
- Querl Dox / Brainiac 5 (stagioni 4-6, ricorrente stagione 3, guest star stagione 5), interpretati da Jesse Rath, doppiato da Alex Polidori.
- Nia Nal / Dreamer (stagioni 4-6), interpretata da Nicole Maines, doppiata da Lucrezia Marricchi.
- Ben Lockwood / Agente Libertà (stagione 4, guest star stagione 5), interpretato da Sam Witwer, doppiato da Massimo Triggiani.
- Lauren Haley (stagione 4), interpretata da April Parker Jones, doppiata da Alessandra Chiari.
- Eve Teschmacher (stagione 5, ricorrente stagioni 2-4, guest star stagione 6), interpretata da Andrea Brooks, doppiata da Monica Volpe.
- Kelly Olsen / Guardian (stagioni 5-6, ricorrente stagione 4), interpretata da Azie Tesfai, doppiata da Emanuela Damasio.
- Mar Novu / Monitor (stagione 5, guest star stagione 4), interpretato da LaMonica Garrett, doppiato da Roberto Fidecaro.
- Andrea Rojas / Acrata (stagioni 5-6), interpretata da Julie Gonzalo, doppiata da Daniela Calò.
- William Dey (stagioni 5-6), interpretato da Staz Nair, doppiato da Marco Giansante.
- Nyxly (stagione 6), interpretata da Peta Sergeant, doppiata da Chiara Gioncardi.

## Produzione

### Concezione
Lo sviluppo della serie venne annunciato per la prima volta nel mese di settembre 2014, quando la CBS se ne assicurò i diritti televisivi in un periodo di grande popolarità del genere supereroi nella televisione statunitense; lo stesso Berlanti aveva già ideato negli anni precedenti Arrow e The Flash, anch'esse prodotte come Supergirl dalla DC Comics in collaborazione con la Warner Bros. Television.
Oltre a narrare le vicende di Kara Zor-El che si snodano lungo gli episodi, la trama, la quale include la presenza di vari cattivi dei fumetti, è concepita sul modello dei procedurali, con la maggior parte degli episodi pensati per affrontare un "caso della settimana". Il pilot è diretto da Glen Winter.
Ali Adler e Andrew Kreisberg sono stati gli showrunner delle prime due stagioni, mentre dalla terza Adler, la quale ha iniziato a lavorare per un altro studio televisivo, è stata sostituita da Jessica Queller e Robert Rovner, rispettivamente già co-produttore esecutivo e consulente prima e produttore esecutivo poi della serie. Il 29 novembre 2017 Kreisberg è stato licenziato dalla Warner dopo essere stato accusato di molestie sessuali.

### Casting
Il 22 gennaio 2015, dopo una fase di casting iniziata nel precedente mese di novembre, Melissa Benoist fu ingaggiata per il ruolo della protagonista, per il quale erano state prese in considerazione varie attrici, tra cui Claire Holt e Gemma Atkinson. Tra i tratti che Melissa Benoist spiegò di apprezzare di più del suo personaggio, figurano l'essere una donna forte, un'eroina, ma allo stesso tempo dotata di una grande umanità, risultando anche più complessa delle altre versioni moderne di supereroi. Per le scene fisicamente più impegnative è sostituita dalla stunt Shauna Duggins.
Il 28 gennaio Mehcad Brooks si unì al cast per il ruolo di Jimmy Olsen, mentre il mese seguente furono ingaggiati Calista Flockhart, Chyler Leigh e David Harewood, rispettivamente per le parti di Cat Grant, Alex Danvers e Hank Henshaw. Il 9 marzo fu inoltre annunciato che Malina Weissman avrebbe interpretato la protagonista Kara da bambina.
Tra le guest star della prima stagione figurano anche Dean Cain e Helen Slater, che avevano interpretato rispettivamente Superman nella serie Lois & Clark - Le nuove avventure di Superman e Supergirl nel film del 1984 Supergirl - La ragazza d'acciaio, mentre nel cast ricorrente Laura Benanti e Jenna Dewan-Tatum interpretano rispettivamente la madre di Kara, Alura, e Lucy Lane, sorella minore di Lois.
Per la seconda stagione, Tyler Hoechlin fu ingaggiato per il ruolo di Superman, Lynda Carter interpreta il Presidente degli Stati Uniti, Katie McGrath interpreta Lena Luthor, sorella di Lex, Ian Gomez il nuovo supervisore di Kara e Floriana Lima il capitano Maggie Sawyer. Inoltre Sharon Leal appare nei panni di Miss Martian e Chris Wood in quelli di Mon-El. Nel cast ricorrente figurano anche Dichen Lachman, nel ruolo di Veronica Sinclair/Roulette, Brenda Strong, Teri Hatcher, la quale negli anni novanta aveva interpretato Lois Lane nella serie Lois & Clark - Le nuove avventure di Superman, e Kevin Sorbo.
Per la terza stagione, nella quale il personaggio interpretato da Floriana Lima diventa ricorrente mentre Katie McGrath viene promossa nel cast principale, Odette Annable è stata ingaggiata per il ruolo della nuova antagonista Reign. Inoltre Erica Durance, che aveva già vestito i panni di Lois Lane in Smallville, sostituisce Laura Benanti, uscita dal cast per impegni personali, nel ruolo di Alura Zor-El, la madre biologica di Kara. Tra le altre guest inoltre, spicca Carl Lumbly, nel ruolo del padre di J'onn J'onzz. Casualmente Lumbly aveva doppiato Martian Manhunter nella serie animata Justice League andata in onda dal 2001 al 2004 per due stagioni.

### Costumi
Le prime immagini del costume di Kara, disegnato da Colleen Atwood, furono pubblicate il 6 marzo 2015. Rispetto a quelli dei fumetti risulta essere più coprente, evitando di esporre l'addome, comprendendo delle calze e stivali alti fino al ginocchio; i colori, anche rispetto a quello del film del 1984, sono molto meno brillanti e più cupi, richiamando le tonalità utilizzate da Henry Cavill per il film del 2013 L'uomo d'acciaio. Alcune testate, tra cui Entertainment Weekly, lo giudicarono positivamente. Secondo Andrew Dyce, critico di Screen Rant, rappresenta un buon equilibrio tra un nostalgico stile che richiama le linee del passato e uno più moderno, mentre Michael Cavna del The Washington Post apprezzò la scelta dei colori. Altri critici, invece, lo paragonarono ad uno scadente costume di Halloween.

### Riprese
La prima stagione venne girata a Los Angeles a partire dal mese di marzo 2015. Dalla seconda stagione, per ridurre i costi, le riprese vengono spostate nei dintorni di Vancouver.

### Crossover
L'episodio World's Finest della prima stagione, trasmesso per la prima volta il 28 marzo 2016, costituisce un crossover con The Flash, in cui la protagonista collabora con Flash arrivato dal proprio universo tramite una lacerazione, fronteggiando insieme Livewire e Silver Banshee prima che lui ritorni nella propria dimensione. In precedenza Supergirl era brevemente apparsa nell'episodio di The Flash Benvenuti su Terra-Due (Welcome to Earth-2), andato in onda il mese precedente, in cui si erano intravisti alcuni personaggi del multiverso.
La seconda stagione, la prima dopo il trasferimento su The CW, include un crossover musicale con The Flash e un ulteriore episodio crossover con tutte le serie tratte da fumetti DC Comics in onda su The CW: Arrow, The Flash e Legends of Tomorrow, cosa che si ripeterà anche nella terza e quarta stagione.
infine, all'interno dell'ultimo crossover Crisi sulle Terre infinite, c'è un piccolo spezzone ambientato nella famosissima serie Smallville, conclusasi nel 2011, dove tornano i personaggi di Clark Kent (interpretato nuovamente da Tom Welling) e Lois Lane (interpretata da Erica Durance).

## Promozione

### Campagna di lancio

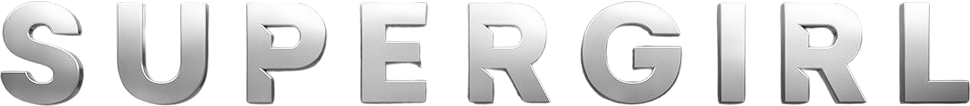
Logo della serie

Dopo le prime immagini promozionali raffiguranti la protagonista in costume, distribuite dal 6 marzo 2015, il primo trailer fu pubblicato il 13 maggio 2015, in occasione dell'upfront della CBS. Il video, dalla durata di oltre sei minuti e mezzo, include l'esecuzione del brano musicale Fight Song di Rachel Platten e lo slogan «It's not a bird. It's not a plane. It's not a man. It's Supergirl». Il filmato, accolto da giudizi contrastanti, è divenuto presto un video virale, registrando sul canale YouTube della CBS più di sei milioni di visualizzazioni in due giorni.
Durante l'estate 2015, la serie è stata presentata al Comic-Con di San Diego del 2015, con un'anteprima del pilot e una sessione di interviste a autori e parte del cast. Al Comic-Con la serie ritornò anche l'estate successiva, occasione nella quale fu presentata l'introduzione di Superman nella seconda stagione.

## Distribuzione

### Programmazione televisiva
Il 6 maggio 2015 la CBS diede il definitivo semaforo verde alla produzione di una prima stagione, trasmessa dal 26 ottobre. Prima del debutto televisivo, l'episodio pilota era stato proiettato al Comic-Con di San Diego l'8 luglio 2015, mentre illegalmente era stato distribuito online già dal 22 maggio 2015.
Dopo la fine della trasmissione dei diciotto episodi della prima stagione, conclusa il 18 aprile 2016, non ritenendo gli ascolti adeguati al budget richiesto dalla serie, la CBS decise di non rinnovarla nel proprio palinsesto; la casa di produzione Warner Bros. Television trovò però un accordo per continuare la messa in onda sull'emittente The CW, considerata in parte "sorella" della CBS in quanto frutto di una joint venture tra la CBS Corporation e la stessa Warner Brothers. La seconda stagione esordì il 10 ottobre 2016.
L'8 gennaio 2017, la serie è stata rinnovata per una terza stagione, in onda dal 9 ottobre 2017.
La quarta stagione, andrà in onda a partire dal 14 ottobre 2018. Il 31 gennaio 2019, viene rinnovata per una quinta stagione.

#### Trasmissione internazionale
In Canada la serie va in onda, in contemporanea con la programmazione statunitense, su Global. Nel Regno Unito ha esordito il 29 ottobre 2015 sul canale pay Sky1, mentre in Australia è trasmessa dal successivo 6 dicembre su FOX8.
In Italia la prima stagione è stata trasmessa su Premium Action dal 2 aprile 2016; dopo che l'episodio pilota era già stato distribuito in anteprima sul servizio on-demand Premium Play. In chiaro va in onda dal 2 settembre 2016 su Italia 1, rete che ha trasmesso in prima visione assoluta la seconda stagione dal 3 gennaio 2017. La terza stagione della serie viene trasmessa in prima visione assoluta di nuovo su Premium Action dall'11 febbraio 2018.

## Riconoscimenti
| Anno | Premio                                    | Categoria                                                       | Nominato/i                                                                                               | Risultato       | Ref.   |
| ---- | ----------------------------------------- | --------------------------------------------------------------- | --- | --------------- | ------ |
| 2015 | Critic's Choice TV Awards                 | Nuove serie più promettenti                                     | Supergirl                                                                                                | Vincitore/trice | [ 58 ] |
| 2016 | Saturn Awards                             | Miglior serie televisiva di supereroi                           | Supergirl                                                                                                | Candidato/a     | [ 59 ] |
| 2016 | Saturn Awards                             | Miglior attrice in una serie televisiva                         | Melissa Benoist                                                                                          | Candidato/a     | [ 59 ] |
| 2016 | Saturn Awards                             | Miglior attrice non protagonista in una serie televisiva        | Calista Flockhart                                                                                        | Candidato/a     | [ 59 ] |
| 2016 | Saturn Awards                             | Miglior guest star in una serie televisiva                      | Laura Benanti                                                                                            | Candidato/a     | [ 59 ] |
| 2016 | People's Choice Awards                    | Nuova serie TV drammatica preferita                             | Supergirl                                                                                                | Vincitore/trice | [ 60 ] |
| 2016 | Teen Choice Awards                        | Miglior serie TV emergente                                      | Supergirl                                                                                                | Candidato/a     | [ 61 ] |
| 2016 | Hollywood Professional Association Awards | Miglior effetti speciali - Televisione                          | Armen V. Kevorkian, Andranik Taranyan, Gigi Babityan, Elaina Scott, Arutyun Artur Sayan                  | Candidato/a     | [ 62 ] |
| 2017 | GLAAD Media Awards                        | Miglior serie drammatica                                        | Supergirl                                                                                                | Candidato/a     | [ 63 ] |
| 2017 | Kids' Choice Awards                       | Serie TV per famiglie preferito                                 | Supergirl                                                                                                | Candidato/a     | [ 64 ] |
| 2017 | Jupiter Awards                            | Miglior serie TV internazionale                                 | Supergirl                                                                                                | Candidato/a     | [ 65 ] |
| 2017 | UBCP/ACTRA Awards                         | Miglior stunt                                                   | Simon Burnett, Jon Kralt, Leif Havdale, Corry Glass                                                      | Vincitore/trice | [ 66 ] |
| 2017 | The Joey Awards                           | Miglior attore protagonista in una serie TV dagli 11 anni in su | Aidan Fink                                                                                               | Vincitore/trice | [ 67 ] |
| 2017 | Teen Choice Awards                        | Choice TV Ship                                                  | Melissa Benoist - Chris Wood                                                                             | Candidato/a     | [ 68 ] |
| 2017 | Teen Choice Awards                        | Miglior attore in una serie TV d'azione                         | Chris Wood                                                                                               | Candidato/a     | [ 68 ] |
| 2017 | Teen Choice Awards                        | Miglior attrice in una serie TV d'azione                        | Melissa Benoist                                                                                          | Candidato/a     | [ 68 ] |
| 2017 | Teen Choice Awards                        | Miglior serie TV d'azione                                       | Supergirl                                                                                                | Candidato/a     | [ 68 ] |
| 2017 | Teen Choice Awards                        | Miglior cattivo in una serie TV                                 | Teri Hatcher                                                                                             | Candidato/a     | [ 68 ] |
| 2017 | Teen Choice Awards                        | Miglior bacio                                                   | Melissa Benoist - Chris Wood                                                                             | Candidato/a     | [ 68 ] |
| 2017 | Saturn Awards                             | Miglior serie televisiva di supereroi                           | Supergirl                                                                                                | Vincitore/trice | [ 69 ] |
| 2017 | Saturn Awards                             | Miglior attrice in una serie televisiva                         | Melissa Benoist                                                                                          | Vincitore/trice | [ 69 ] |
| 2017 | Saturn Awards                             | Miglior attore non protagonista in una serie televisiva         | Mehcad Brooks                                                                                            | Candidato/a     | [ 69 ] |
| 2017 | Saturn Awards                             | Miglior guest star in una serie televisiva                      | Tyler Hoechlin                                                                                           | Candidato/a     | [ 69 ] |
| 2018 | Teen Choice Awards                        | Miglior serie TV d'azione                                       | Supergirl                                                                                                | Candidato/a     | [ 70 ] |
| 2018 | Teen Choice Awards                        | Miglior attore in una serie TV d'azione                         | Chris Wood                                                                                               | Candidato/a     | [ 70 ] |
| 2018 | Teen Choice Awards                        | Miglior attrice in una serie tv d'azione                        | Melissa Benoist                                                                                          | Candidato/a     | [ 70 ] |
| 2018 | Teen Choice Awards                        | Miglior cattivo in una serie TV                                 | Odette Annable                                                                                           | Candidato/a     | [ 70 ] |
| 2018 | Teen Choice Awards                        | Miglior ruba-scena                                              | Katie McGrath                                                                                            | Candidato/a     | [ 70 ] |
| 2018 | Saturn Awards                             | Miglior serie televisiva di supereroi+                          | Supergirl                                                                                                | Candidato/a     | [ 71 ] |
| 2018 | Saturn Awards                             | Miglior attrice in una serie televisiva                         | Melissa Benoist                                                                                          | Candidato/a     | [ 71 ] |
| 2018 | Saturn Awards                             | Miglior attrice non protagonista in una serie televisiva        | Odette Annable                                                                                           | Candidato/a     | [ 71 ] |
| 2018 | Leo Awards                                | Miglior montaggio sonoro in una serie drammatica                | Kyle Petty                                                                                               | Candidato/a     | [ 72 ] |
| 2018 | ReFrame                                   | Televisione (2017-2018)                                         | Supergirl                                                                                                | Vincitore/trice | [ 73 ] |
| 2018 | Hollywood Professional Association Awards | miglior effetti speciali - Televisione (oltre 13 episodi)       | Armen V. Kevorkian, Gigi Babityan, Kris Cabrera, Jerry Chalupnik, Jason Shulman                          | Candidato/a     | [ 74 ] |
| 2019 | Saturn Awards                             | Miglior serie televisiva di supereroi                           | Supergirl                                                                                                | Vincitore/trice | [ 75 ] |
| 2019 | Saturn Awards                             | Miglior attrice in una serie televisiva                         | Melissa Benoist                                                                                          | Candidato/a     | [ 75 ] |
| 2019 | Saturn Awards                             | Miglior attore non protagonista in una serie televisiva         | David Harewood                                                                                           | Candidato/a     | [ 75 ] |
| 2019 | Saturn Awards                             | Miglior guest star in una serie televisiva                      | Jon Cryer                                                                                                | Candidato/a     | [ 75 ] |
| 2019 | Teen Choice Awards                        | Miglior serie TV d'azione                                       | Supergirl                                                                                                | Candidato/a     | [ 76 ] |
| 2019 | Teen Choice Awards                        | Miglior attrice in una serie TV d'azione                        | Melissa Benoist                                                                                          | Candidato/a     | [ 76 ] |
| 2019 | Teen Choice Awards                        | Miglior cattivo in una serie tv                                 | Jon Cryer                                                                                                | Candidato/a     | [ 76 ] |
| 2019 | Leo Awards                                | Miglior coordinamento degli stunt in una serie drammatica       | Simon Burnett, James Michalopolous, Dustin Brooks                                                        | Candidato/a     | [ 77 ] |
| 2019 | Leo Awards                                | Miglior sonoro in una serie drammatica                          | Kyle Petty                                                                                               | Candidato/a     | [ 77 ] |
| 2019 | Leo Awards                                | Miglior effetti speciali in una serie drammatica                | Armen V. Kevorkian, Mike Leeming, Brian Reiss, Gigi Babityan, Kris Cabrera                               | Candidato/a     | [ 77 ] |
| 2019 | UBCP/ACTRA Awards                         | Miglior stunt                                                   | Simon Burnett, Nilo Ghajar, Jennifer Clarke                                                              | Candidato/a     | [ 78 ] |
| 2020 | GLAAD Media Awards                        | Miglior serie drammatica                                        | Supergirl                                                                                                | Candidato/a     | [ 79 ] |
| 2020 | Leo Awards                                | Miglior coordinamento degli stunt in una serie drammatica       | Simon Burnett                                                                                            | Candidato/a     | [ 80 ] |
| 2020 | Leo Awards                                | Miglior effetti speciali in una serie drammatica                | Armen V. Kevorkian, Brian Reiss, Shandy Lashley, Kris Cabrera                                            | Candidato/a     | [ 80 ] |
| 2020 | Leo Awards                                | Miglior suono in una serie drammatica                           | Kyle Petty                                                                                               | Candidato/a     | [ 80 ] |
| 2020 | People's Choice Awards                    | Serie TV sci-fi/fantasy preferita                               | Supergirl                                                                                                | Candidato/a     | [ 81 ] |
| 2020 | The Joey Awards                           | Miglior attore ospite in una serie TV dagli 8 ai 10 anni        | Marcello Guedes                                                                                          | Candidato/a     | [ 82 ] |
| 2020 | ReFrame                                   | I 100 programmi televisivi più popolari (2017-2018)             | Supergirl                                                                                                | Vincitore/trice | [ 83 ] |
| 2020 | ReFrame                                   | I 100 programmi televisivi più popolari (2018-2019)             | Supergirl                                                                                                | Vincitore/trice | [ 83 ] |
| 2020 | Hollywood Professional Association Awards | miglior effetti speciali - Televisione (oltre 13 episodi)       | Armen V. Kevorkian, Brian Reiss, Kris Cabrera, Fabian Jimenez, Alex Schade                               | Candidato/a     | [ 84 ] |
| 2021 | Saturn Awards                             | Miglior serie televisiva di supereroi                           | Supergirl                                                                                                | Candidato/a     | [ 85 ] |
| 2021 | Saturn Awards                             | Miglior attrice in una serie televisiva                         | Melissa Benoist                                                                                          | Candidato/a     | [ 85 ] |
| 2021 | Saturn Awards                             | Miglior guest star in una serie televisiva                      | Jon Cryer                                                                                                | Vincitore/trice | [ 85 ] |
| 2021 | GLAAD Media Awards                        | Miglior serie drammatica                                        | Supergirl                                                                                                | Candidato/a     | [ 86 ] |
| 2021 | Leo Awards                                | Miglior coordinamento degli stunt in una serie drammatica       | Simon Burnett                                                                                            | Candidato/a     | [ 87 ] |
| 2021 | Leo Awards                                | Miglior suono in una serie drammatica                           | Kyle Petty, Emmet Falconer, Michael Jones                                                                | Candidato/a     | [ 87 ] |
| 2021 | ReFrame                                   | IMDbPro 200 titoli TV più popolari (2020-2021)                  | Supergirl                                                                                                | Vincitore/trice | [ 88 ] |
| 2021 | Hollywood Professional Association Awards | miglior effetti speciali - Televisione (oltre 13 episodi)       | Armen V. Kevorkian, Jennifer Mochinski, Alex Schade, Carlos Aldrey Reyna, Fabian Jimenez, Denys Shchukin | Candidato/a     | [ 89 ] |
| 2021 | Critics Choice Super Awards               | Miglior attrice in una serie di supereroi                       | Melissa Benoist                                                                                          | Candidato/a     | [ 90 ] |
| 2022 | Saturn Awards                             | Miglior serie televisiva di fantascienza - Rete/via cavo        | Supergirl                                                                                                | Candidato/a     | [ 91 ] |
| 2022 | GLAAD Media Awards                        | Miglior serie drammatica                                        | Supergirl                                                                                                | Candidato/a     | [ 92 ] |
| 2022 | Leo Awards                                | Miglior effetti speciali in una serie drammatica                | Armen V. Kevorkian, Shandy Lashley, Jennifer Mochinski, Carlos Aldrey Reyna                              | Vincitore/trice | [ 93 ] |

## Accoglienza

### Critica
La serie è stata accolta da recensioni generalmente positive. Per Hank Stuever del Washington Post i produttori sono riusciti a rendere una banale storia a fumetti credibile e accogliente, apprezzabile anche da chi non è appassionato al genere. Per David Sims di The Atlantic ha un forte impatto visivo nonostante un ristretto budget dedicato agli effetti speciali; è un esempio di ottima televisione per Mary McNamara del Los Angeles Times, mentre Brian Lowry su Variety ha particolarmente apprezzato l'interpretazione di Melissa Benoist e del cast di supporto. Anche secondo James Poniewozik del New York Times, come per diversi altri critici, la protagonista è il punto forte della serie, che per il resto risulta per lo più una serie d'azione nella media, comparata alle precedenti produzioni di Greg Berlanti più vicina allo stile di The Flash che alla più cupa Arrow. Ai Critics' Choice Television Awards 2015 era stata nominata tra le otto nuove serie più promettenti della stagione televisiva 2015-2016.

## Altri media
Dal mese di gennaio 2016 la DC Comics ha avviato la distribuzione di un'estensione digitale della serie, una serie a fumetti dal titolo Adventures of Supergirl. Ambientata nello stesso universo della serie televisiva ma con una trama autonoma, è composta da tredici capitoli scritti da Sterling Gates, già autore del fumetto Supergirl, e disegnati da vari artisti, tra cui Bengal, Jonboy Meyers, Emanuela Lupacchino e Emma Vieceli. Tali pubblicazioni sono distribuite online ogni due settimane, con in programma una distribuzione finale cumulativa anche cartacea come un unico romanzo grafico.

## Spin-off
Nel 2020 The CW ha ufficializzato che sarebbe stato prodotto uno spin-off incentrato sulle vicende di Clark Kent e di Lois Lane (interpretati da Tyler Hoechlin e da Elizabeth Tulloch) dal titolo Superman & Lois. La serie ha debuttato sul canale il 23 febbraio 2021.